# Saalfelder Höhe
Saalfelder Höhe – dzielnica miasta Saalfeld/Saale w Niemczech, w kraju związkowym Turyngia, w powiecie Saalfeld-Rudolstadt. Do 5 lipca 2018 jako samodzielna gmina.